# Erythroxylum barahonense
Erythroxylum barahonense là một loài thực vật có hoa trong họ Erythroxylaceae. Loài này được O.E.Schulz & Ekman mô tả khoa học đầu tiên năm 1929.